# Паничева, Мария Васильевна
Мария Васильевна Паничева — советский хозяйственный, государственный и политический деятель, Герой Социалистического Труда.

## Биография
Родилась 30 марта 1918 года в деревне Глазково Козельского уезда Калужской губернии. Член КПСС.
С 1937 года — на хозяйственной, общественной и политической работе. В 1937—1968 гг. — агроном в Западной и Орловской областях, агроном отделения совхоза «Чарышский», агроном семеноводческого совхоза «Кубанка» Калманского района Алтайского края, агроном-семеновод, главный агроном совхоза имени Мамонтова Поспелихинского района Алтайского края, директор совхоза «Луч Октября» Косихинского района Алтайского края.
Указом Президиума Верховного Совета СССР от 19 апреля 1967 года присвоено звание Героя Социалистического Труда с вручением ордена Ленина и золотой медали «Серп и Молот».
Избирался депутатом Верховного Совета СССР 4-го созыва.
Умерла в селе Петропавловское 19 августа 2014 года.